# رزم‌یاد

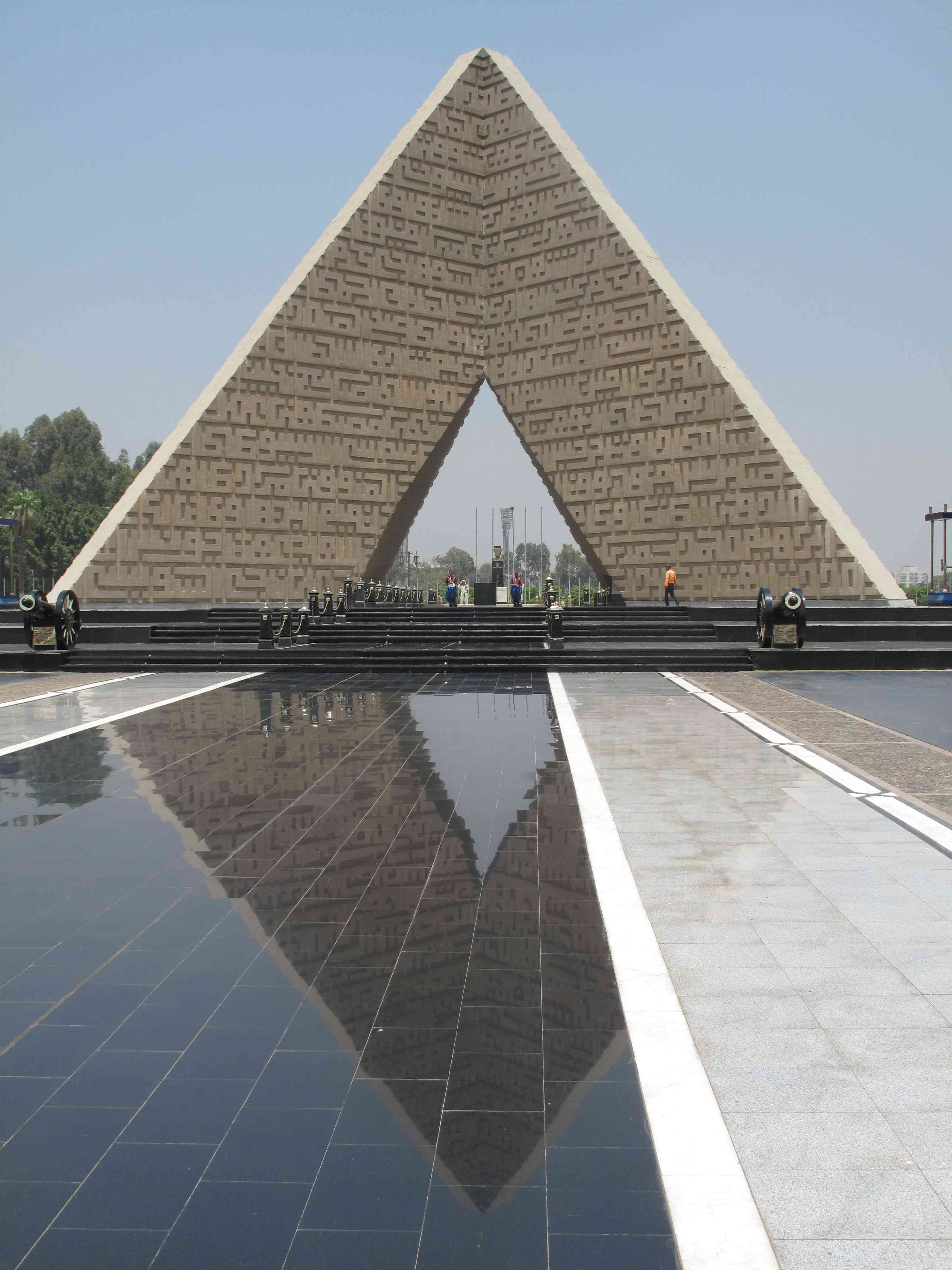
یادبود سرباز گمنام (شهر نصر) در مصر. یادبود همه سربازان عربی است که جان خود را در جنگ ۱۹۷۳ از دست دادند.

رزم‌یاد (انگلیسی: War memorial) ساختمان، بنای یادبود، مجسمه یا دیگر اشکالی است که برای یادبود یک جنگ و کسانی که در آن کشته یا زخمی شدند ساخته می‌شود.

## نمادگرایی

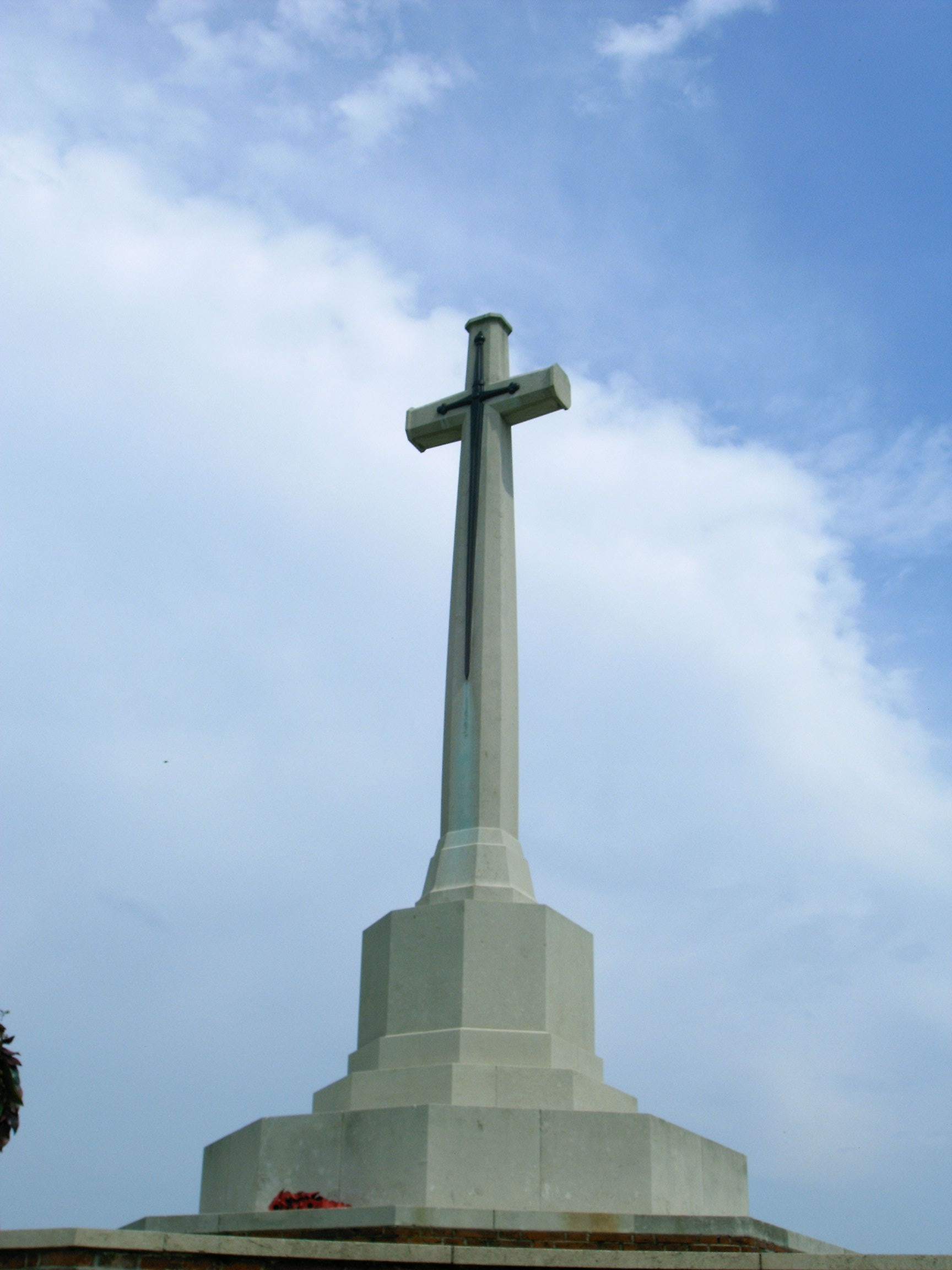
نماد صلیب جنگ جهانی دوم که یک رزم‌یاد می باشد.

### استفاده تاریخی
احتمالاً نخستین رزم‌یاد باقی‌مانده را بتوان در تل بنات واقع در استان حلب سوریه یافت که به هزاره سوم پیش از میلاد برمی‌گردد و می‌توان در آن شواهدی از تدفین منظم سربازان کشته شده را مشاهده نمود.
اسماعیلیان الموت طوماری مخفی در قلعه الموت داشتند که در آن نام یاران کشته شده خود و قربانیان آن‌ها طی قیامشان را می‌نوشتند.
قدیمی‌ترین رزم‌یاد بریتانیا کالج همه روح‌ها دانشگاه آکسفورد است که در سال ۱۴۳۸ با این شرط تأسیس شد که همه افزاد مشغول در آن برای کشته‌شدگان جنگ با فرانسه دعا کنند.
رزم‌یادهای جنگ فرانسه و پروس نخستین رزم‌یادهای اروپا بود که در آن‌ها نام و درجه همه کشته‌شدگان ثبت می‌شد. براساس پیمان فرانکفورت (۱۸۷۱) برای هر سرباز کشته شده یک آرامگاه دائمی ساخته می‌شد.

### استفاده جدید
در رزم‌یادهای جدید هدف نه یاد کردن از شکوه جنگ که یاد کردن از کشتگان آن است. در بعضی موارد مانند سجده‌گاه ورشو رزم‌یادها ساخته می‌شوند تا محلی باشند که احترام متقابل میان دو دشمن سابق را ایجاد کنند.